# Veckenstedt
Veckenstedt là một đô thị thuộc huyện Harz, bang Sachsen-Anhalt, Đức. Đô thị Veckenstedt có diện tích 14,73 km², dân số thời điểm ngày 31 tháng 12 năm 2006 là 1475 người.